# Fino alla fine del mondo
Fino alla fine del mondo (Bis ans Ende der Welt) è un film del 1991 diretto da Wim Wenders.
È un film di fantascienza, tra le opere più note del regista tedesco, che si sviluppa come road movie ambientato in un futuro prossimo (1999) in cui incombe un'apocalisse globale.

## Trama
Il film è ambientato in un futuro prossimo rispetto alla data delle riprese: precisamente alla fine del 1999.
Un satellite artificiale nucleare indiano in orbita attorno alla Terra è entrato in avaria e si teme che possa rientrare nell'atmosfera causando una catastrofe atomica.
Un panico di massa spinge molti a fuggire dai luoghi dove l'impatto è più probabile, causando gravi disagi nei trasporti. Nel bel mezzo di un ingorgo autostradale l'impaziente Claire Tourneur si avventura in una strada secondaria nel tentativo di raggiungere Parigi dal sud della Francia. Il sistema informatico del cruscotto della sua auto le annuncia che la strada non è mappata sul database e quindi deve cavarsela da sola.
Lungo il tragitto ha degli incontri singolari: prima si scontra con una coppia di rapinatori di banca (che le lasciano una grande quantità di denaro), poi continua il viaggio con un autostoppista che le dice di essere inseguito da un'organizzazione segreta.
Claire scopre, dopo essersi innamorata dell'enigmatico fuggitivo, che egli è Sam Farber, figlio dello scienziato Henry Farber, ed è fuggito con il prototipo di un progetto di ricerca segreto.
Agenzie governative e cacciatori di taglie lo stanno inseguendo per recuperare il dispositivo.
Il film ha due parti distinte: nella prima il personaggio del fuggitivo e i suoi obiettivi rimangono misteriosi, nella seconda si delineano i personaggi e si compie la trama fantascientifica.
Tutto il film ruota attorno al dispositivo. Nella prima parte lo spettatore non riesce a comprendere a che cosa serva e quale sia l'interesse che suscita in così tante organizzazioni e i protagonisti sono in continuo movimento in ogni parte del globo tentando di sfuggire alla cattura.
A metà del film il mistero viene svelato da Winter, un investigatore privato assoldato da Claire: il prototipo serve a registrare e tradurre gli impulsi cerebrali in modo da poterli trasmettere come pensieri innestati nel cervello dei non vedenti. L'autostoppista è in giro per il mondo, raccogliendo immagini di famigliari con il suo dispositivo anche se il motivo non viene rivelato.
Durante la seconda parte il ritmo dell'azione si placa e l'autostoppista rivela a Claire che sua madre è cieca e quindi il dispositivo gli è servito per sperare che la madre possa "rivedere" le persone care.
Mentre i protagonisti giungono in Australia, il satellite nucleare viene abbattuto, provocando un impulso elettromagnetico nucleare (EMP) che interrompe tutti i circuiti elettrici ed elettronici non schermati.
I personaggi ritrovano il padre scienziato e la madre non vedente nel villaggio dell'entroterra australiano, dove da anni dimoravano, dimostrando di conciliare la notevole tecnologia del loro laboratorio di ricerca scientifica con la vita naturale della tribù locale. Le registrazioni del dispositivo vengono riprodotte e la madre del protagonista riesce, non senza fatica, a "vedere".
Subito dopo lo scienziato Farber scopre il modo di utilizzare il dispositivo per la diretta registrazione dei sogni di dormienti.
Nasce una nuova forma di dipendenza: Claire, lo scienziato e il figlio si lasciano ossessionare dalla necessità di visionare i propri sogni registrati dalla macchina su supporto digitale, ma il primo fidanzato di Claire, uno scrittore, nell'assistere come testimone esterno a tutte le vicende della trama decide di tracciarle in un romanzo, ed è solo grazie al potere taumaturgico della parola e del racconto che Claire si libera, alla fine, dalla sua compulsione.

## Il problema delle immagini
In un'intervista Wenders tratta del problema delle immagini e del rischio, sempre più tangibile del narcisismo: «(...) più si vive di immagini, più si vuol essere ciascuno un'immagine per tutti gli altri, e il narcisismo diventa una malattia collettiva». Alla domanda se quindi si senta mai un narcisista  il regista risponde assolutamente no, che si difende dal rischio del narcisismo con l'humour e cercando di ascoltare più che di parlare.

## Colonna sonora
La colonna sonora - Until the End of the World - è stata eseguita da numerosi artisti di musica rock - Peter Gabriel, U2, Talking Heads, Lou Reed, R.E.M., Nick Cave, Depeche Mode, Jane Siberry, ecc. - ai quali il regista ha chiesto di realizzare delle musiche che avrebbero pensato di comporre nel 1999, anno in cui il film è ambientato.
Nel gennaio del 1991 è stata pubblicata la colonna sonora ufficiale del film, che conteneva le seguenti tracce:
1. Opening Title – Graeme Revell
2. Sax And Violins – Talking Heads
3. Summer Kisses, Winter Tears – Julee Cruise
4. Move with Me (Dub) – Neneh Cherry
5. The Adversary – Crime and The City Solution
6. What's Good – Lou Reed
7. Last Night Sleep – Can
8. Fretless – R.E.M.
9. Days – Elvis Costello
10. Claire's Theme – Graeme Revell
11. (I'll Love You) Till The End Of The World – Nick Cave & the Bad Seeds
12. It Takes Time – Patti Smith e Fred "Sonic" Smith
13. Death's Door – Depeche Mode
14. Love Theme – Graeme Revell
15. Calling All Angels (Remix Version) – Jane Siberry con k.d. lang
16. Humans from Earth – T-Bone Burnett
17. Sleeping in the Devil's Bed – Daniel Lanois
18. Until the End of the World – U2
19. Finale – Graeme Revell

Due brani del film non sono stati inclusi nella colonna sonora:
1. Blood of Eden, di Peter Gabriel;
2. Breakin' the Rules, di Robbie Robertson.

La versione di Move with Me, quasi completamente strumentale, non è quella utilizzata nel film, che è invece contenuta nell'album Homebrew di Neneh Cherry.

## Riconoscimenti
- 1992 - Guild Film Award